# Стефан II (граф Сансера)
Этьен II (фр. Étienne II de Sancerre; 1252 — 16 мая 1306) — граф Сансера, сеньор де Шатильон, де Мейлан и де Шарантон. Старший сын Жана I де Сансер и Марии де Вьерзон.
Наследовал графство Сансер не ранее 1280 года, вероятнее всего — в 1284 году.
В 1288 году женился на Марии де Лузиньян, дочери графа Ангулема и Марша Гуго XII.
11 июля 1302 года участвовал в битве при Куртре.
Умер 16 мая 1306 года, не оставив потомства. Графство Сансер наследовал его брат Жан II.
Граф Этьен II де Сансер был последним французским сеньором, чеканившим свою монету.
Его вдова Мария в 1308 году после смерти братьев унаследовала (вместе с сёстрами) графство Марш и продала права на него французскому королю Филиппу Красивому.